# Greg Hardy
Greg Hardy (Millington, 28 de julho de 1988) é um lutador de artes marciais mistas (MMA) e ex-jogador de futebol americano norte-americano, que atualmente compete na divisão peso-pesado do Ultimate Fighting Championship.

## Vida Pessoal
Em 15 de Julho de 2014, Hardy foi declarado culpado por agredir uma ex-namorada, e condenado a 18 meses de pena além de ser suspenso por 10 jogos pela NFL. O caso foi abandonado após a vítima não comparecer ao julgamento.

## Carreira no MMA
Depois de se aposentar como jogador de futebol americano, Hardy decidiu que queria começar uma carreira no MMA. Depois de acumular um cartel invicto de 3-0, todas as vitórias vindo via nocaute em menos de um minuto, Hardy fez sua estreia no UFC contra Allen Crowder em 19 de Janeiro de 2019 no UFC Fight Night: Cejudo vs. Dillashaw. Hardy perdeu a luta por desqualificação. Ele acertou uma joelhada ilegal no rosto de Crowder enquanto estava no chão, deixando Crowder sem condições de seguir na luta.
Em sua segunda luta no UFC, Hardy enfrentou Dmitry Smoliakov em 27 de Abril de 2019 no UFC Fight Night: Jacaré vs. Hermansson. Ele venceu a luta via nocaute técnico no primeiro round.
Hardy enfrentou Juan Adams em 20 de Julho de 2019 no UFC on ESPN: dos Anjos vs. Edwards. Ele venceu a luta via nocaute técnico no primeiro round.

## Cartel no MMA
| Cartel no MMA       |            |            |
| 13 lutas            | 7 vitórias | 5 derrotas |
| Por nocaute         | 6          | 3          |
| Por finalização     | 0          | 0          |
| Por decisão         | 1          | 1          |
| Por desqualificação | 0          | 1          |
| No contest          | 1          | 1          |

| Res.    | Cartel  | Oponente         | Método                            | Evento                                         | Data       | Round | Tempo | Local                    | Notas |
| ------- | ------- | ---------------- | --------------------------------- | ---------------------------------------------- | ---------- | ----- | ----- | ------------------------ | --- |
| Derrota | 7-5 (1) | Sergey Spivak    | Nocaute técnico (socos)           | UFC 272: Covington vs. Masvidal                | 05/03/2022 | 1     | 2:16  | Las Vegas, Nevada        | |
| Derrota | 7-4 (1) | Tai Tuivasa      | Nocaute (socos)                   | UFC 264: Poirier vs. McGregor 3                | 10/07/2021 | 1     | 1:07  | Las Vegas, Nevada        | |
| Derrota | 7-3 (1) | Marcin Tybura    | Nocaute Técnico (socos)           | UFC Fight Night: Thompson vs. Neal             | 19/12/2020 | 2     | 4:31  | Las Vegas, Nevada        | |
| Vitória | 7-2 (1) | Maurice Greene   | Nocaute Técnico (socos)           | UFC Fight Night: Hall vs. Silva                | 31/10/2020 | 2     | 1:12  | Las Vegas, Nevada        | |
| Vitória | 6-2 (1) | Yorgan de Castro | Decisão (unânime)                 | UFC 249: Ferguson vs. Gaethje                  | 09/05/2020 | 3     | 5:00  | Jacksonville, Flórida    | |
| Derrota | 5-2 (1) | Alexander Volkov | Decisão (unânime)                 | UFC Fight Night: Zabit vs. Kattar              | 09/11/2019 | 3     | 5:00  | Moscou                   | |
| NC      | 5-1 (1) | Ben Sosoli       | Sem Resultado (mudado)            | UFC on ESPN: Reyes vs. Weidman                 | 18/10/2019 | 3     | 5:00  | Boston, Massachusetts    | Originalmente vitória por decisão de Hardy; Mudado após Hardy fazer uso de inalador no intervalo dos rounds. |
| Vitória | 5-1     | Juan Adams       | Nocaute Técnico (socos)           | UFC on ESPN: dos Anjos vs. Edwards             | 20/07/2019 | 1     | 0:45  | San Antonio, Texas       | |
| Vitória | 4-1     | Dmitry Smolyakov | Nocaute Técnico (socos)           | UFC Fight Night: Jacaré vs. Hermansson         | 27/04/2019 | 1     | 2:15  | Fort Lauderdale, Florida | |
| Derrota | 3-1     | Allen Crowder    | Desqualificação (joelhada ilegal) | UFC Fight Night: Cejudo vs. Dillashaw          | 19/01/2019 | 2     | 2:28  | Brooklyn, New York       | Estreia no UFC.                                                                                              |
| Vitória | 3-0     | Rasheem Jones    | Nocaute (socos)                   | Xtreme Fight Night 352                         | 29/09/2018 | 1     | 0:53  | Tulsa, Oklahoma          | |
| Vitória | 2-0     | Tebaris Gordon   | Nocaute Técnico (socos)           | Dana White's Tuesday Night Contender Series 16 | 17/08/2018 | 1     | 0:17  | Las Vegas, Nevada        | |
| Vitória | 1-0     | Austen Lane      | Nocaute (socos)                   | Dana White's Tuesday Night Contender Series 9  | 12/06/2018 | 1     | 0:57  | Las Vegas, Nevada        | |